# Movimento Nazionale di Liberazione dell'Azawad
Il Movimento Nazionale di Liberazione dell'Azawad (in berbero Tankra n Tumast i Aslalli n Azawad; in francese Mouvement national de libération de l'Azawad - MNLA) è una organizzazione armata maliana, fondata il 16 ottobre 2011 con la denominazione di Movimento Nazionale dell'Azawad, che punta all'autodeterminazione e all'indipendenza del territorio dell'Azawad. È in guerra con l'esercito del Mali e secondo alcune voci una parte del suo armamento proverrebbe dagli arsenali di armi che hanno preso a circolare in Libia durante la rivoluzione contro Gheddafi.

## Storia
Secondo un comunicato ufficiale del MNLA del 21 gennaio 2012, il suo stato maggiore è costituito da reduci della rivolta del 1990 (MFUA, "Movimenti e fronti unificati dell'Azawad") e di quella del 2006 (MTNM, "Movimento tuareg Nord-Mali"), da combattenti provenienti dalla Libia, in gran parte anti-Gheddafi, di volontari di diverse etnie (tuareg, songhai, peul e mauri), oltre ad ex-ufficiali e soldati che hanno disertato dall'esercito del Mali.

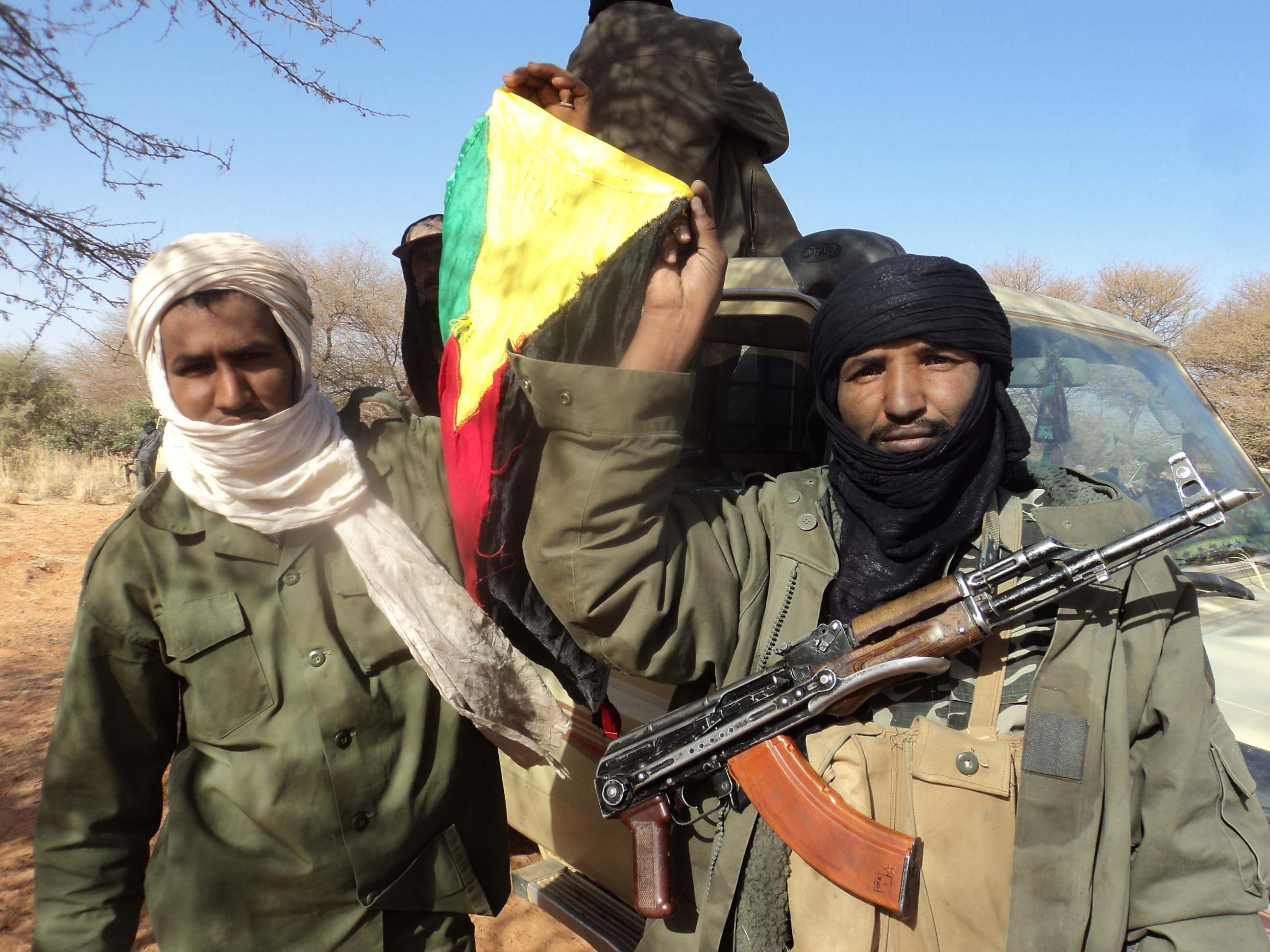
Combattenti dell'MNLA

Il 6 aprile 2012 il MNLA ha dichiarato l'indipendenza delle provincie settentrionali del Mali, non riconosciuta dall'ONU, né da alcuno stato. Il movimento, di ispirazione laica e democratica, ha inizialmente tra i suoi obiettivi la lotta a Al-Qaeda, che avrebbe invece goduto della compiacenza del governo maliano.

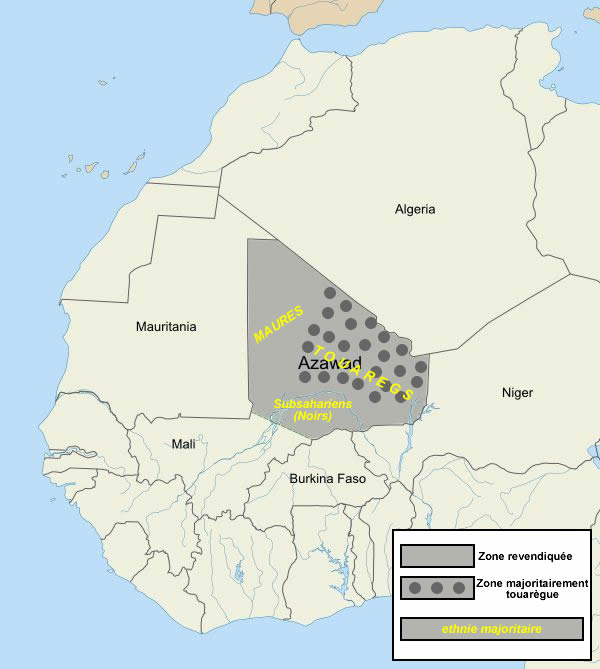
In grigio la zona rivendicata come parte dell'Azawad. I pallini grigi indicano la zona a maggioranza tuareg.

La guerra civile ha portato però l'etnia tuareg (laica) del Movimento nazionale di liberazione dell'Azawad, ad allearsi con alcune frazioni fondamentaliste, (gli Ansar Dine guidati da Iyad ag Ghali) - che aderiscono al Gruppo Salafita per la Predicazione e il Combattimento, poi denominato al-Qa'ida nel Maghreb islamico.
Il 27 maggio 2012, Ansar Dine e MNLA annunciano la loro fusione con un "protocollo d'intesa". Questo indica che "Ansar Dine e MNLA proclamano la loro auto-scioglimento creando il Consiglio di transizione dello Stato islamico Azawad"
Vengono distrutte numerose reliquie della locale tradizione sufi e le tombe stesse (marabutti) di alcuni "santi" musulmani (tra cui l'antico mausoleo dedicato ad Alpha Moya e le sepolture di Sidi Mahmud, Sidi el-Mukhtar, Sidi Elmety, Mahamane Elmety e Shaykh Sidi Amar), a causa dell'accesa ostilità iconoclastica del Wahhabismo verso qualsiasi forma di culto, che non sia rivolta ad Allah, considerata una bestemmia. Questo terrorizza le popolazioni locali a nord del Mali, in maggioranza tuareg.
Il MNLA dopo uno scontro per il controllo di Gao, perde rapidamente in pochi mesi il controllo di questi territori a favore dei movimenti salafiti Ansar Dine e al-Qa'ida nel Maghreb islamico. Bilal Acherif Ag, Segretario Generale del MNLA, viene ricevuto a Parigi da diversi diplomatici francesi per chiedere un sostegno materiale per la lotta contro gli islamisti.
Nel gennaio 2013 con l'Operazione Serval contro i fondamentalisti, il MNLA dichiara di essere disposto a "lavorare con la Francia per l'eradicazione di gruppi terroristici", però, si rifiuta di lasciare entrare l'esercito del Mali nei territori sotto il suo controllo, per "paura di rappresaglie contro i civili".